# خشبة المغزل

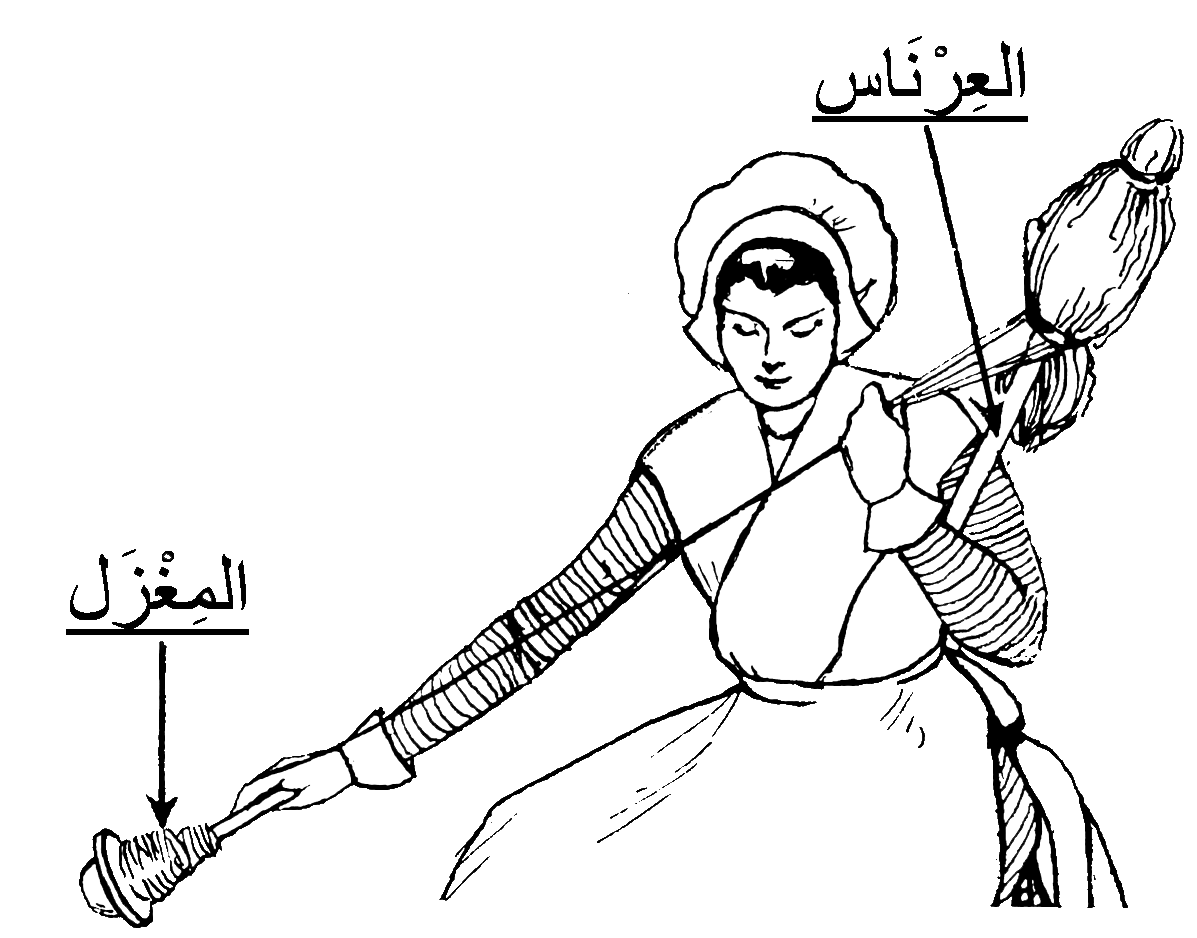
طريقة الغزل قديما باستخدام المغزل والعرناس.

خشبة المِغزَل أو المِغزَل أداةٌ قديمة يُغزَل بها الصوف، والقُطْن، والقِنَّب، والكتان لتصنع منها الخيوط وهي سنبلة خشبية بثقل علوي، أو وسَطي، أو سفلي على شكل بيضاوي أو دائري (دوارة)، واستُعملت مع أداة تدعى العرناس
ووُجد المغزل في كثير من الحفريات القديمة حول العالم.